# Boscobel
Boscobel é uma cidade localizada no estado norte-americano de Wisconsin, no Condado de Grant.

## Demografia
Segundo o censo norte-americano de 2000, a sua população era de 3047 habitantes. 
Em 2006, foi estimada uma população de 3168, um aumento de 121 (4.0%).

## Geografia
De acordo com o United States Census Bureau tem uma área de 
7,5 km², dos quais 7,4 km² cobertos por terra e 0,1 km² cobertos por água. Boscobel localiza-se a aproximadamente 207 m acima do nível do mar.

## Localidades na vizinhança
O diagrama seguinte representa as localidades num raio de 20 km ao redor de Boscobel. 